# Piper rubro-venosum
Piper rubro-venosum är en pepparväxtart som beskrevs av Hort. och Émile Rodigas. Piper rubro-venosum ingår i släktet Piper och familjen pepparväxter. Inga underarter finns listade i Catalogue of Life.